# Autobusna linija br. 237 u Zagrebu
Linija 237 (Kvaternikov trg – Kozari putevi) dnevna je autobusna linija u Zagrebu.
Prometuje svaki dan na trasi: Kvaternikov trg – Heinzelova ulica – Slavonska avenija – servisno-industrijska cesta – Čulinečka cesta – Koledovčina – Kanalski put – Kozari putevi
Povezuje Kozari puteve i poslovno-industrijske zone na Žitnjaku s tramvajsko-autobusnim terminalom Kvaternikov trg. Linija je uvedena 2. ožujka 2009.

## Vanjske poveznice
- Vozni red linije 237